# Biutiful
Biutiful er en mexicansk film fra 2010. Den er instrueret af Alejandro González Iñárritu, har Javier Bardem i hovedrollen og er filmet i Barcelona. Dette er Iñárritus første film på spansk siden hans instruktørdebut i Amores Perros.
Under filmfestivalen i Cannes 2010 vandt Bardem prisen for bedste mandlige hovedrolle for sin rolletolkning.

## Medvirkende
- Javier Bardem – Uxbal
- Maricel Álvarez – Marambra
- Hanaa Bouchaib – Ana
- Guillermo Estrella – Mateo
- Eduard Fernández – Tito
- Cheikh Ndiaye – Ekweme
- Diaryatou Daff – Ige